# 青春無悔
青春無悔是日本富士電視台在1994年10月19日到12月21日播放的電視劇集。參與演出的演員現在許多都活躍於日本演藝圈。STAR TV旗下的衛視中文台曾以中文配音的方式在台灣播出。香港有線電視CableTV YMC台曾經配上廣東話在香港收費電視播出。

## 劇情概要
22歲的原島哲生（萩原聖人）父母雙亡、獨自經營修車廠，妹妹妙子（山口紗彌加）因為雙親過世而受到打擊、自我封閉，圭介（武田真治）為了繼承父親的醫師工作而繼續重考，亮子（深津繪里）以當上女演員為目標努力、薰（鈴木杏樹）是個勤奮的上班族；由於某個事故成為植物人的守（堀內一史）、以及認為自己應該為守的事故負責，而從眾人面前消失的武志（木村拓哉）……這是一個關於這一群年輕人的羈絆、夢想、愛情、友情的故事。

## 演員
- 原島哲生 - 萩原聖人
- 上田武志 - 木村拓哉
- 青柳圭介 - 武田真治
- 崎山 薰 - 鈴木杏樹
- 水沼亮子 - 深津繪里
- 村松千鶴子 - 遠山景織子
- 吉田 守 - EBI（堀內一史）
- 山崎慎介 - 大澤隆夫
- 堀 勇一 - 入江雅人
- 原島妙子 - 山口紗彌加
- 吉田尚子 - 川島直美
- 市川 勉 - 趙方豪
- 青柳英俊 - 塚本信夫
- 沖野里見 - 篠原涼子
- 崎山節子 - 赤座美代子
- 刺傷哲生和武志的少年 - 井之原快彥

## 製作人員
- 劇本 - 岡田惠和
- 製作人 - 龜山千廣、杉尾敦弘
- 導演 - 中江功、木村達昭、臼井裕詞
- 製作著作 - 富士電視台

## 主題曲及插曲
- 主題曲『Tomorrow never knows』 - Mr.Children
- 插曲『星になれたら』- Mr.Children

## 副標題及日本收視率
1. 君を守るために… 　　　　　(15.5%)
2. 幸せになりたい 　　　　　　(15.7%)
3. 胸に秘めた思い　 　　　　　(15.2%)
4. 傷つけ合う二人 　　　　　　(15.9%)
5. それぞれの別れ… 　　　　　(18.3%)
6. その夜、奇跡が… 　　　　　(17.2%)
7. 友の死を越えて 　　　　　　(15.2%)
8. 帰ってきたあいつ 　　　　　(17.2%)
9. 22歳、愛ある決意 　　　　　(16.2%)
10. 誰も知ることのない明日へ… (15.7%)

平均收視率16.2％

## 獎項
- 第3回日劇學院賞

卡司賞
攝影賞
服裝造型賞：木村拓哉
主題歌賞：Tomorrow Never Knows（Mr.Children）